# Муравьёво (железнодорожная станция, Ржевский район)
Муравьёво — железнодорожная станция (населённый пункт) в Ржевском районе Тверской области. Входит в состав сельского поселения «Хорошево».

## География
Находится в южной части Тверской области на расстоянии приблизительно 5 км по прямой на запад от вокзала станции Ржев-Балтийский.

## История
Населенный пункт расположен при одноименном разъезде Октябрьской железной дороги. До Великой Отечественной войны здесь отмечался безымянный железнодорожный разъезд. Официально разъезд открыт в 1951 году.

## Население
Численность населения: 12 человек (русские 100 %) в 2002 году, 12 в 2010.